# Blyjodid
Blyjodid är ett gult, tungt kristallinskt pulver som saknar lukt och smak. Det är svårlösligt i kallt vatten, men lösligt i kokande vatten. Det har obetydlig löslighet i sprit, men är lättlösligt i en kaliumjodidvattenlösning. Vid upphettning spaltas ämnet under avgång av jod i gasform och citrongul blyoxijodid återstår.
Blyjodid framställs genom fällning av en kokande lösning av natriumjodid med blynitrat. Det måste förvaras skyddad mot ljus för att inte oxideras.
Blyjodid kommer till användning inom medicinen och mera sällan som målarfärg.